# Tomás Becerra
Tomas Becerra (7 de septiembre de 1953) es un nadador colombiano retirado de la actividad. Participó en tres Juegos Olímpicos consecutivos iniciando en México 1968. En los XI Juegos Centroamericanos y del Caribe de Panamá, Becerra fue el nadador más laureado, ganando seis medallas, cinco de ellas de oro. Igualmente ostenta el récord de más medallas ganadas en una edición de los Juegos Deportivos Nacionales de Colombia; once medallas de oro fueron las logradas por Becerra en los juegos de Tolima 1970.